# Isla Benjamín
Isla Benjamín är en ö i Chile.   Den ligger i regionen Región de Aisén, i den södra delen av landet. Arean är 618 kvadratkilometer.
Terrängen på Isla Benjamín är kuperad. Öns högsta punkt är 864 meter över havet. Den sträcker sig 24,2 kilometer i nord-sydlig riktning, och 45,3 kilometer i öst-västlig riktning.